# Migaine

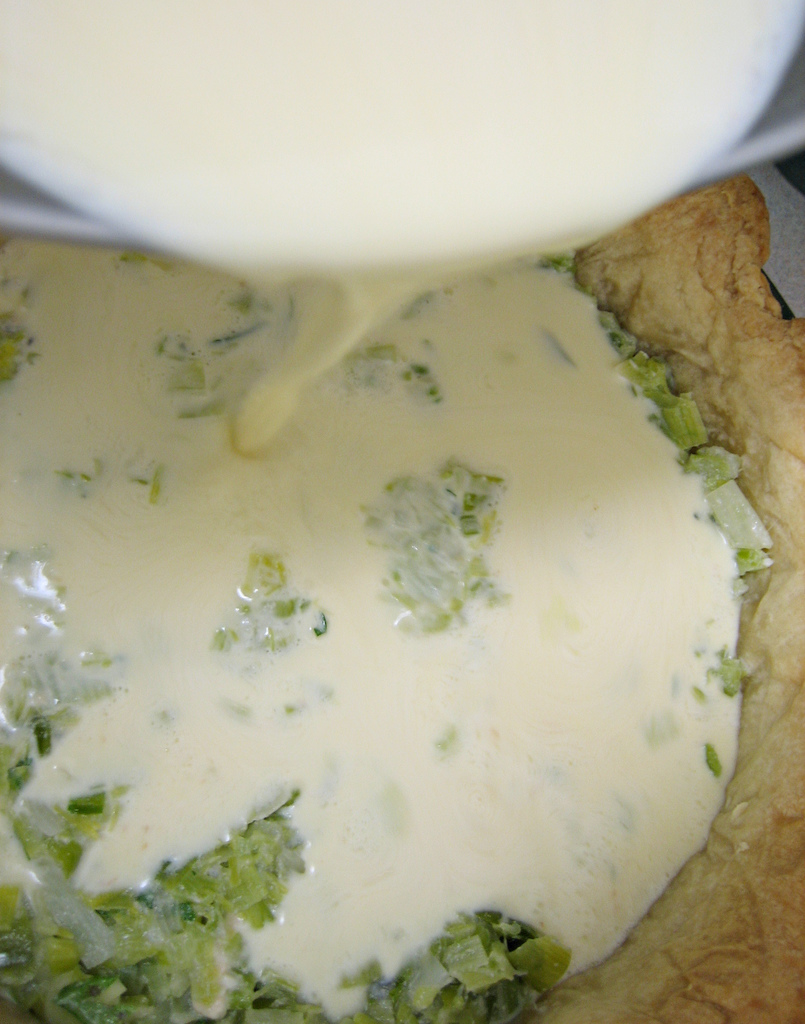
Una migaine vertida sobre el molde de una quiche de puerros.

Migaine es una salsa elaborada a base de huevos batidos y una mezcla de lácteos, generalmente leche y crème fraîche (nata ácida al 40% de materia grasa). Pudiéndose emplear igualmente en algunas ocasiones la crème double con contenidos grasos superiores. Es empleada en la cocina francesa tradicional como una base del quiche lorraine. Por regla general suele aromatizarse con pimienta negra y/o nuez moscada molida. 
La salsa batida al ser acompañada de diversas verduras picadas (crudas o previamente rehogadas), e introducida al horno, llega a cuajar debido a la presencia de proteínas del huevo (generalmente la ovoalbúmina) dando lugar a numerosas aplicaciones culinarias, sobre todo en el terreno de las tartas saladas. Como es el caso del quiche.